# Simas
Simas ist ein litauischer männlicher Vorname (abgekürzt von Simonas).

## Personen
- Simas Jasaitis (* 1982), Basketballspieler
- Simas Kondrotas (* 1985), Radrennfahrer
- Simas Kudirka (1930–2023),  Widerstandskämpfer gegen die sowjetische Okkupation Litauens
- Simas Ramutis Petrikis (* 1942), Ingenieur und Politiker, Professor.

## Nachname
- Carlos Furtado de Simas (1913–1978)